# 大卫·摩尔斯
大卫·理查德·摩尔斯（英語：David Richard Moores，1946年3月15日—2022年7月22日），英国商人、利物浦足球俱乐部主席。他於九十年代接手，在其任职期间，利物浦获得了一些杯賽赛事的冠军。2007年2月7日將手上的利物浦51%的股權岀售予兩名美国商人，並擔任利物浦球會的終身主席。